# Эрстед (космический аппарат)
«Эрстед» (дат. Ørsted) — первый искусственный спутник Земли, произведённый в Дании. Аппарат был запущен 23 февраля 1999 года с космодрома на авиабазе Ванденберг с помощью ракеты-носителя Дельта-2. Основная задача аппарата — высокоточные измерения параметров геомагнитного поля Земли.

## История
Миссия «Эрстеда» была разработана консорциумом организаций, включая Институт Нильса Бора, Копенгагенский университет, Технический университет Дании, Датский метеорологический институт, Датский космический институт, Terma A/S и CRI.
Аппарат был назван в честь Ханса Кристиана Эрстеда, датского физика и профессора Копенгагенского университета.
Аппарат был выбран в качестве вспомогательной полезной нагрузки к запуску американского исследовательского спутника ARGOS. Вместе с ним также был запущен первый спутник ЮАР SUNSAT. После запуска спутник вышел на расчётную эллиптическую орбиту близкую к солнечно-синхронной. С перигеем 655 км, наклонением 96,5 и периодом 100 мин. Далее орбита спутника смещалась и уменьшалась.
В 2005 году из-за устаревания оборудования мощность спутника снизилась и он перестал передавать часть данных, однако, продолжал работать. В 2006 году вышел из стоя звёздный датчик. Из-за этого стало невозможно проводить изучения относительных геомагнитных параметров информации и аппарат стал измерять только абсолютные величины напряжения магнитного поля.
В 2010 году «Эрстед» прошёл в пределах 500 метров от обломков спутников «Космос-2251» и Iridium 33, но не пострадал.
В 2014 году из-за сокращения бюджета активная эксплуатация спутника была завершена, но так как оборудование продолжало работать позже осуществлялись периодические сеансы связи.

## Конструкция
Аппарат представляет собой небольшой прямоугольный параллелепипед 34x45x72 см с 8-метровой выдвижной стрелой. Масса аппарата составляет 62 кг. Вдоль корпуса расположены солнечные батареи из арсенида галлия. Никель-кадмиевые аккумуляторы обеспечивают электропитание в режиме затмения.
Ориентация спутника осуществляется по трём осям с помощью звёздного и солнечного датчиков, трёх электромагнитных катушек и датчика градиента сила тяжести. Стрела аппарата направлена перпендикулярно магнитному полю Земли. Навигация дополнительно осуществлялась с помощью приёмников GPS.
Связь с Землёй осуществляется в S-диапазоне в пакетном режиме на частотах 2,114 ГГц и 2,296 ГГц при пролёте над измерительным пунктом через каждые 12 часов. Данные хранились в бортовой памяти объёмом 32 мбайт.
В качестве полезной нагрузки на выносной стреле размещены скалярный и векторный магнитометры, а внутри аппарата детектор элементарных частиц.
Принцип работы скалярного магнитометра основан на принципе протонного магнитного резонанса Оверхаузера. Чтобы гарантировать точное определение частоты прецессии протонов внутренний кварцевый генератор регулярно проверяется по часам GPS. Диапазон измерений прибора 16 000 — 64 000 нТл.
Векторный магнитометр представляет собой трёхосный феррозондовый магнитометр. Диапазон измерений прибора 65 536 нТл, а разрешение: <0,25 нТл. Для увеличения точности он работал в комплексе с высокоточным звёздным датчиком.
Датчик заряженных частиц представляет собой 6 разнонаправленных полупроводниковый детекторов, способных регистрировать электроны высоких энергий (50 кэВ — 1 МэВ), протоны (250 кэВ — 30 МэВ) и альфа-частицы (1-100 МэВ).
Также для научных целей использовался приёмник GPS для определения содержанием электронов в ионосфере по отклонению сигналов со спутников навигации.

## Цели и результаты
Основные темы исследований делятся на две области:
- изучение генерации магнитного поля в жидком ядре и магнитных и электрических свойств Земли;
- исследования магнитного поля Земли для изучения всех физических процессов, происходящих в плазменной среде Земли, такие как полярное сияние и геомагнитные бури[5].

Полученные данные показали, что магнитные полюса Земли движутся, и что скорость, с которой они движутся, увеличивалась в течение последних нескольких лет. Это ускорение указывает на то, что магнитное поле Земли может быть в процессе инверсии.
Также Была создана модель возникновения и динамики магнитного поля IGRF.
Были разработаны методы определения профилей температуры и влажности атмосферы по сигналам GPS, изучены радиационные пояса Ван Аллена.